# Siêu cúp bóng đá Việt Nam 2012
Trận chung kết Siêu Cúp bóng đá Quốc gia - Cúp PV GAS 2012 là trận chung kết lần thứ 14 của Siêu cúp bóng đá Việt Nam. Trận đấu diễn ra lúc 16h15 ngày 23 tháng 2 năm 2013 giữa hai đội bóng SHB Đà Nẵng (Là nhà vô địch Giải bóng đá vô địch quốc gia 2012) và Xi măng Xuân Thành Sài Gòn (Là nhà vô địch Giải bóng đá Cúp Quốc gia 2012 trên Sân vận động Chi Lăng Thành phố Đà Nẵng. Kết quả chung cuộc, SHB Đà Nẵng đánh bại Xi măng Xuân Thành Sài Gòn đầy thuyết phục với tỷ số 4-0 và lên ngôi vô địch lần đầu tiên. Tiền vệ Quốc Anh của SHB Đà Nẵng đã nhận danh hiệu cầu thủ xuất sắc nhất trận với 2 bàn thắng cùng màn trình diễn xuất sắc. Anh cũng ẵm luôn 5 triệu tiền thưởng cho cầu thủ ghi bàn thắng đầu tiên của trận tranh Siêu cúp..

## Trước trận đấu
Trước trận tranh Siêu Cúp Quốc gia
Trận Siêu Cúp quốc gia sẽ được VTV3 truyền hình trực tiếp. Sân Chi Lăng sẽ bán vé với mức giá 10.000đ/vé và 15.000đ/vé, toàn bộ số vé bán được sẽ được ủng hộ bệnh viện ung thư thành phố Đà Nẵng; ngoài ra Ban tổ chức trận đấu không bán bản quyền truyền hình vì vậy nếu đài truyền hình khác muốn tham gia Ban tổ chức hoan nghênh và sẽ sắp xếp để thuận tiện tác nghiệp. Đây là lần thứ hai liên tiếp Tổng Công ty Khí Việt Nam- Công ty Cổ phần (PVGas) là nhà tài trợ chính cho giải đấu.
Điều lệ trận đấu
Theo Điều lệ, sau 90 phút thi đấu chính thức, nếu 2 đội hòa sẽ đá luân lưu 11m để xác định đội đoạt Siêu Cúp, không đá hiệp phụ. Mỗi đội chỉ mang 9 cầu thủ dự bị và 3 cầu thủ tối đa vào sân thay người. Đội Vô địch sẽ nhận Cúp, bảng danh vị, huy chương và giải thưởng trị giá 200 triệu đồng, đội thua nhận 100 triệu đồng. Còn cầu thủ xuất sắc nhất trận đấu được thưởng 5 triệu đồng. Ngoài ra, cầu thủ ghi bàn thắng đầu tiên cũng được thưởng 5 triệu đồng .
Phát biểu trước trận đấu
- Huấn luyện viên Lê Huỳnh Đức tỏ ra thận trọng: Xi măng Xuân Thành Sài Gòn có lực lượng mạnh và đồng đều. Họ lại cũng rất khao khát đoạt Cup. Đây là trận đấu đầu mùa giải nên cũng rất khó đoán trước điều gì có thể xảy ra. Nhưng với lợi thế sân nhà, cổ vũ của khán giả nhà, tôi hy vọng các cầu thủ tự tin chơi một trận đấu tốt để đoạt Cup trên sân nhà.
- Huấn luyện viên Lư Đình Tuấn: Mùa giải năm nay, lãnh đạo đặt tham vọng vào bán kết AFC Cup, top 3 V-League và bảo vệ thành công danh hiệu ở Cup quốc gia. Nhưng trước mắt chúng tôi là phải đoạt danh hiệu Siêu Cup.

## Chi tiết trận đấu
| SHB Đà Nẵng                                                         | 4 – 0    | Xi măng Xuân Thành Sài Gòn |
| ------------------------------------------------------------------- | -------- | -------------------------- |
| Huỳnh Quốc Anh 2' 70' · Sebastian Gaston Merlo 66' · Dany David 85' | Chi tiết |                            |

| ● Gaston Merlo ● Danny David ● Quốc Anh ● Hùng Sơn ● Nguyên Sa ● Minh Phương ● Duy Lam ● Tấn Điền ● Hải Lâm ● Cosmin ● Thanh Bình |
| Bố trí đội hình của SHB Đà Nẵng.                                                                                                  |

| SHB ĐÀ NẴNG:     |    |                        |
|                  |    |                        |
| GK               | 13 | Nguyễn Thanh Bình      |
| RB               | 78 | Nguyễn Tấn Điền        |
| CB               | 20 | Goia Sabin Cosmin      |
| CB               | 15 | Trần Hải Lâm           |
| LB               | 21 | Phan Duy Lam           |
| RM               | 22 | Đoàn Hùng Sơn          |
| CM               | 7  | Nguyễn Minh Phương (C) |
| CM               | 14 | Phạm Nguyên Sa         |
| LM               | 32 | Huỳnh Quốc Anh         |
| ST               | 6  | Mrwanda Danny David    |
| ST               | 27 | Merlo Sebastian Gaston |
| Cầu thủ dự bị:   |    |                        |
| CM               | 19 | Phan Thanh Hưng        |
| CM               | 4  | Trần Anh Khoa          |
| ST               | 10 | Hà Minh Tuấn           |
| CB               | 2  | Cao Cường              |
| RM,LM            | 11 | Giang Trần Quách Tân   |
| RB,LB            | 5  | Võ Hoàng Quãng         |
| GK               | 1  | Phạm Văn Thạch         |
| ST               | 9  | Nguyễn Ngọc Thanh      |
| DF               | 39 | Nguyễn Ngọc Nguyên     |
| Huấn luyện viên: |    |                        |
| Lê Huỳnh Đức     |    |                        |

| XI MĂNG XUÂN THÀNH SÀI GÒN: |    |                             |
|                             |    |                             |
| GK                          | 1  | Bùi Tấn Trường              |
| RB                          | 8  | Đoàn Việt Cường             |
| CB                          | 5  | Lê Hải Anh                  |
| CB                          | 20 | Trương Đình Luật (C)        |
| LB                          | 23 | Nguyễn Thành Long Giang     |
| RM                          | 12 | Đặng Khánh Lâm              |
| CM                          | 15 | Nguyễn Rogerio              |
| LM                          | 17 | Ngô Phương Nam              |
| RS                          | 10 | Oloya Moses                 |
| ST                          | 28 | Melquiades Candelario Gomez |
| LS                          | 9  | Suleiman                    |
| Cầu thủ dự bị:              |    |                             |
| LM,RM                       | 7  | Nguyễn Ngọc Anh             |
| LB,RB                       | 2  | Hoàng Trọng Phú             |
| GK                          | 98 | Lưu Viễn Phương             |
| GK                          | 13 | Nguyễn Minh Nhựt            |
| RM                          | 11 | Nguyễn Đức Linh             |
| LM                          | 18 | Hồ Ngọc Huy                 |
| ST,CF                       | 24 | Phan Đỗ Nhật Tân            |
| CB                          | 32 | Phan Lưu Thế Sơn            |
| RM,LM                       | 19 | Đinh Vũ Hàn Phong           |
| Huấn luyện viên:            |    |                             |
| Lư Đình Tuấn                |    |                             |

| THÔNG TIN TRẬN ĐẤU ĐIỀU HÀNH TRẬN ĐẤU - Giám sát trận đấu: Nguyễn Minh Ngọc - Điều phối viên: Trần Minh Toàn - Giám sát trọng tài: Đoàn Phú Tấn - Trợ lý trọng tài 1: Nguyễn Hoàng Minh - Trợ lý trọng tài 2: Phạm Mạnh Long - Trọng tài thứ tư: Trần Trung Hiếu | QUY ĐỊNH TRẬN ĐẤU - Thời gian thi đấu 90 Phút (Mỗi hiệp 45 phút, nghĩ giữa hiệp 15 phút). - Đá luân lưu nếu tỷ số hòa. - 9 cầu thủ dự bị. - Tối đa thay người 3 cầu thủ. |

| Siêu cúp bóng đá Việt Nam năm 2012 Nhà vô địch |
| ---------------------------------------------- |
| SHB Đà Nẵng Vô địch lần thứ nhất               |